# Oreophrynella weiassipuensis
Oreophrynella weiassipuensis là một loài cóc thuộc họ Bufonidae.
Loài này có ở Brasil và Guyana.
Môi trường sống tự nhiên của chúng là vùng núi ẩm nhiệt đới hoặc cận nhiệt đới.